# Ugolino di Tedice

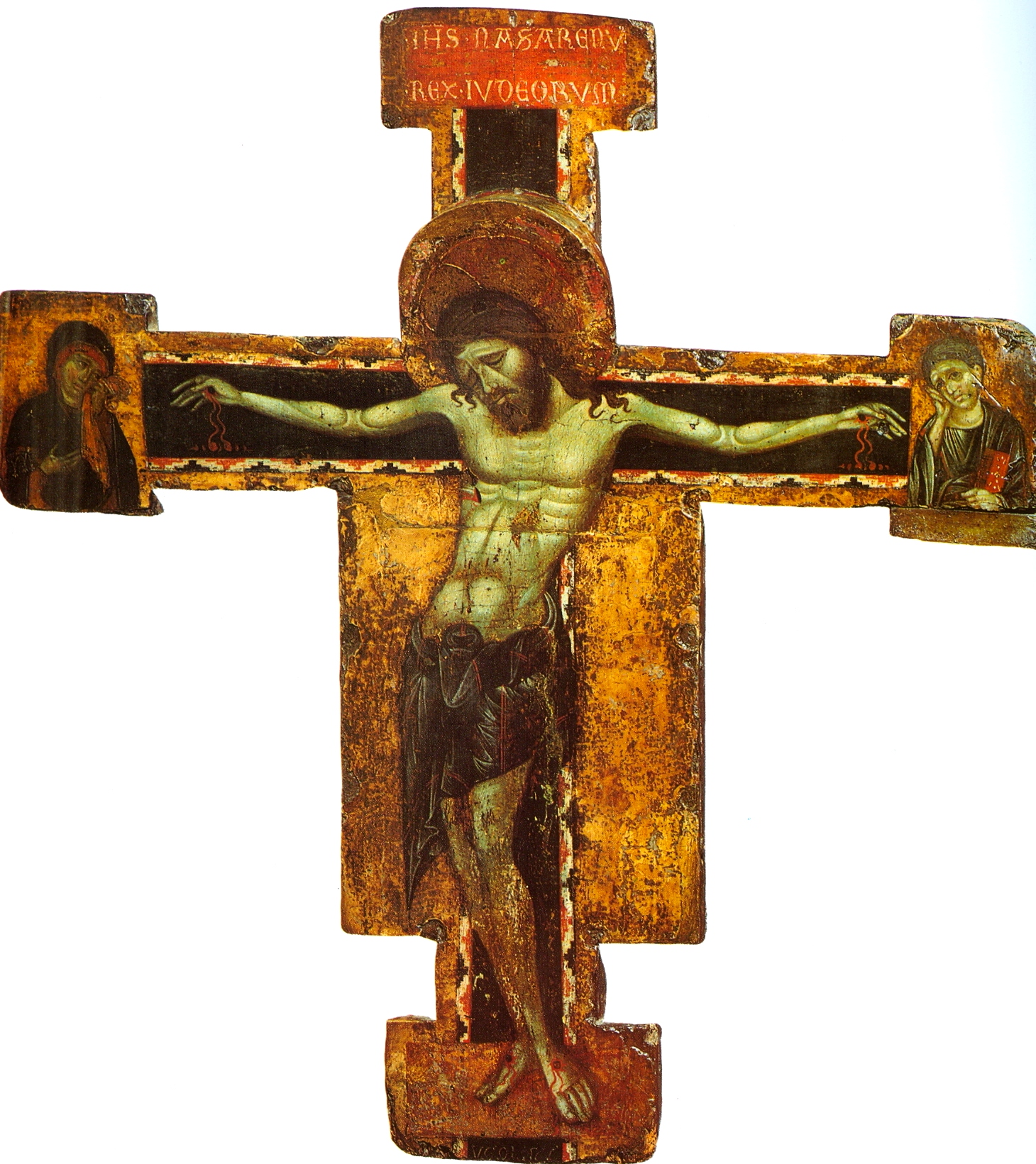
Crucifijo (témpera sobre tabla, 90 × 62 cm). Museo del Hermitage.

Ugolino di Tedice (fl. 1251 o 1252-1277) fue un pintor gótico italiano activo en Pisa en la segunda mitad del siglo xiii.
Perteneció a una importante familia de pintores: se cree que era hermano de Enrico di Tedice y fue padre de Ranieri di Ugolino. Al igual que su hermano, fue seguidor de Giunta Pisano, y probablemente haya trabajado en su taller. Produjo obras para el arzobispo Federigo Visconti entre 1260 y 1277. Murió antes de 1286.
El único trabajo que se le atribuye con seguridad es un crucifijo que lleva su firma, conservado en el Museo del Hermitage en San Petersburgo. El crítico Luciano Bellosi ha identificado a Ugolino di Tedice con la figura del Maestro de San Martino.